# Orta San Giulio
Orta San Giulio é uma comuna italiana da região do Piemonte, província de Novara, com cerca de 1.116 habitantes. Estende-se por uma área de 6 km², tendo uma densidade populacional de 186 hab/km². Faz fronteira com Ameno, Bolzano Novarese, Gozzano, Miasino, Pela, Pettenasco, San Maurizio d'Opaglio.
Faz parte da rede das Aldeias mais bonitas de Itália.

## Demografia
| Variação demográfica do município entre 1861 e 2011                               |
|                                                                                   |
| Fonte: Istituto Nazionale di Statistica (ISTAT) - Elaboração gráfica da Wikipedia |